# Númenor
Númenor er et sted i J.R.R. Tolkiens fiktionsverden. 
Efter at menneskene edain i slutningen af 1. alder havde stået sammen med elverne i kampen mod Morgoth, blev de skænket en stor ø i havet mellem Aman og Midgård. Her udviklede de i 2. alder en højkultur der på mange måder minder om myten om Atlantis.
Den første konge af Numenor var Elros Tar-Minyatur, broder til Elrond. I århundreder udvikledes en stadig mere avanceret kultur og man havde meget gode relationer med elverne i både Aman og Midgård. De var også dygtige skibsbyggere og grundlagde mindre kolonier i Midgård. Omkring år 1700 i 2. alder sendte man hjælp til Gil-Galad i krigen mod Sauron.
Efterhånden blev man uvenner med elverne og samtidig ønskede de numenoreanske konger mere magt! Mange sejlede til Midgård hvor numenoreanerne efterhånden kom til at regere flere, store riger. I slutningen af 2. alder sendte den mægtige konge Ar-Pharazôn en mægtig flåde til Midgård for endegyldigt at besejre Sauron. Sauron opgav uden kamp og blev taget til fange og ført til numenor. Her udviklede han efterhånden et godt forhold til Ar-Pharazôn, blev kongens rådgiver og lovede evigt liv hvis man i ville begynde at tilbede Morgoth.
Til sidst overtalte Sauron Ar-Pharazôn til at føre krig mod selve Aman og som straf for dette lod guderne Numenor opsluge af havet.
Forinden var dog Elendil, hans sønner Isildur og Anarion og en gruppe der ønskede at bevare venskabet med elverne, sejlet til Midgård. De undslap dermed Numenors ødelæggelse, og grundlagde senere rigerne Arnor og Gondor.
Tilbage i Midgård var nu to grupper personer der havde overlevet Numenors fald
- Folkene omkring Elendil, Isildur og Anarion, som befolkede rigerne Gondor og Arnor, og hvorfra dunedain, Aragorn, Denethor og Boromir nedstammer.
- Folk der havde tjent Ar-Pharazôn, kaldet de sorte numenoreanere

## Númenoreanerne i Tolkiens værker
Hvordan mennesker påvirkes af magt (eller ønsket om magt) er et centralt tema i Tolkiens værker. Det illustreres ved flere parallelle virkemidler - og et af disse er Númenoreanere. Den sidste konge af Númenor blev magtsyg og forsøgte at invadere gudernes rige for at få evigt liv. De 9 Nazgûl antydes at være af númenoreansk afstamning. Tjeneren "Saurons mund" (der rider frem for den sorte port og håner Gandalf og Aragorn i sidste bog) omtales som en af "de sorte númenoreanere".
I Ringens broderskab optræder 2 personer af fjern númenoreansk afstamning - Aragorn og Boromir. Ringens lokkende magt forleder til sidst Boromir til at forsøge at tage ringen fra Frodo med magt - men han kommer til sidst på bedre tanker. Aragorn forledes ikke, men viser klart at han frygter ringens magt, og at han selv tror, at hvis han fik ringen, ville han også blive forledt. (Dette gøres også af Gandalf og Galadriel).
I Tolkiens værker er der 2 andre grupper af personer der udviser samme "tilbøjeligheder" som Númenoreanerne:
- Noldo-elverne der er ansvarlige for produktionen af både de 3 Silmariller og de 3, de 7 og de 9 magiske ringe. Noldorne forledes igen og igen til at gøre det forkerte, til at gøre onde gerninger for at fremme det gode.
- Dværgene der spiller en birolle (sammenlignet med elvere, mennesker og hobitter), men som igen og igen kommer i konflikt med elverne og andre, uden egentlig at ville tjene det onde

Fælles for Númenoreanere, Noldor og Dværge er at de er ekstremt stolte og ærekære og stærkt knyttet til eller optaget af særligt kraftfulde ting - f.eks. magiske ting og ting med en særlig historie, f.eks. arvestykker eller regalier. De er også alle indirekte knyttet til valaen Aulë der repræsenterer "jordens kraft".